# Heinrich Jungclaussen
Heinrich Jacob Jungclaussen (* 8. Oktober 1857 in Cismar; † 28. Dezember 1946) war ein deutscher Baumschulbesitzer und Gartenbauunternehmer.

## Herkunft und Ausbildung
Heinrich Jungclaussen war ein Sohn des gleichnamigen Apothekers in Cismar Heinrich Jungclaussen (1816–1868) und dessen Frau Henriette Jungclaussen geb. Aßmann (1829–1897).
Er erlernte von 1875 bis 1878 bei Hermann Ohlendorff in der Hammer Baumschule in Hamburg-Hamm das Gärtnerhandwerk. Von 1878 bis 1880 besuchte er die Königliche Gärtnerlehranstalt am Wildpark bei Potsdam. Anschließend leistete er seinen Militärdienst als Einjährig-Freiwilliger. 1881/1882 vertiefte er sein Kenntnisse bei Fisher Son & Sibray in der Nähe von Sheffield in Großbritannien und 1882/1883 bei Louis van Houtte in Gent in Belgien. Es folgte noch ein Aufenthalt 1883 an der Ackerbauschule Popelau und 1883/1884 bei Schiebler & Sohn in Celle.

## Betrieb
Im April 1884 ersteigerte Heinrich Jungclaussen in Frankfurt (Oder) die Baumschule von Theodor Holtz. Hier etablierte er im selben Jahr die Firma H. Jungclaussen Baumschule, Samen-Kulturen und Stauden. Das Unternehmen expandierte rasch. Der Betrieb wurde durch neue Anbauflächen erweitert und erlangte eine über die Stadtgrenzen hinausgehende Bedeutung für ganz Deutschland. Im ersten Viertel des 20. Jahrhunderts umfasste das Gesamtarel über 450 preußische Morgen Anbaufläche; neben dem Hauptgeschäft mit Versand- und Verkaufsabteilung gehörten dazu Vorwerke in Frankfurt (Oder), Booßen und das Gut Elisenheim in Lebus; insgesamt hatte das Unternehmen über 400 Beschäftigte. Am Hauptsitz entstand ein Arboretum.
1911 wurde Jungclaussen vom preußischen Landwirtschaftsminister zum Mitglied des Königlichen Landesökonomiekollegiums mit dem Titel Ökonomierat ernannt. Er war in diesem Gremium der erste Vertreter aus dem Gartenfach.

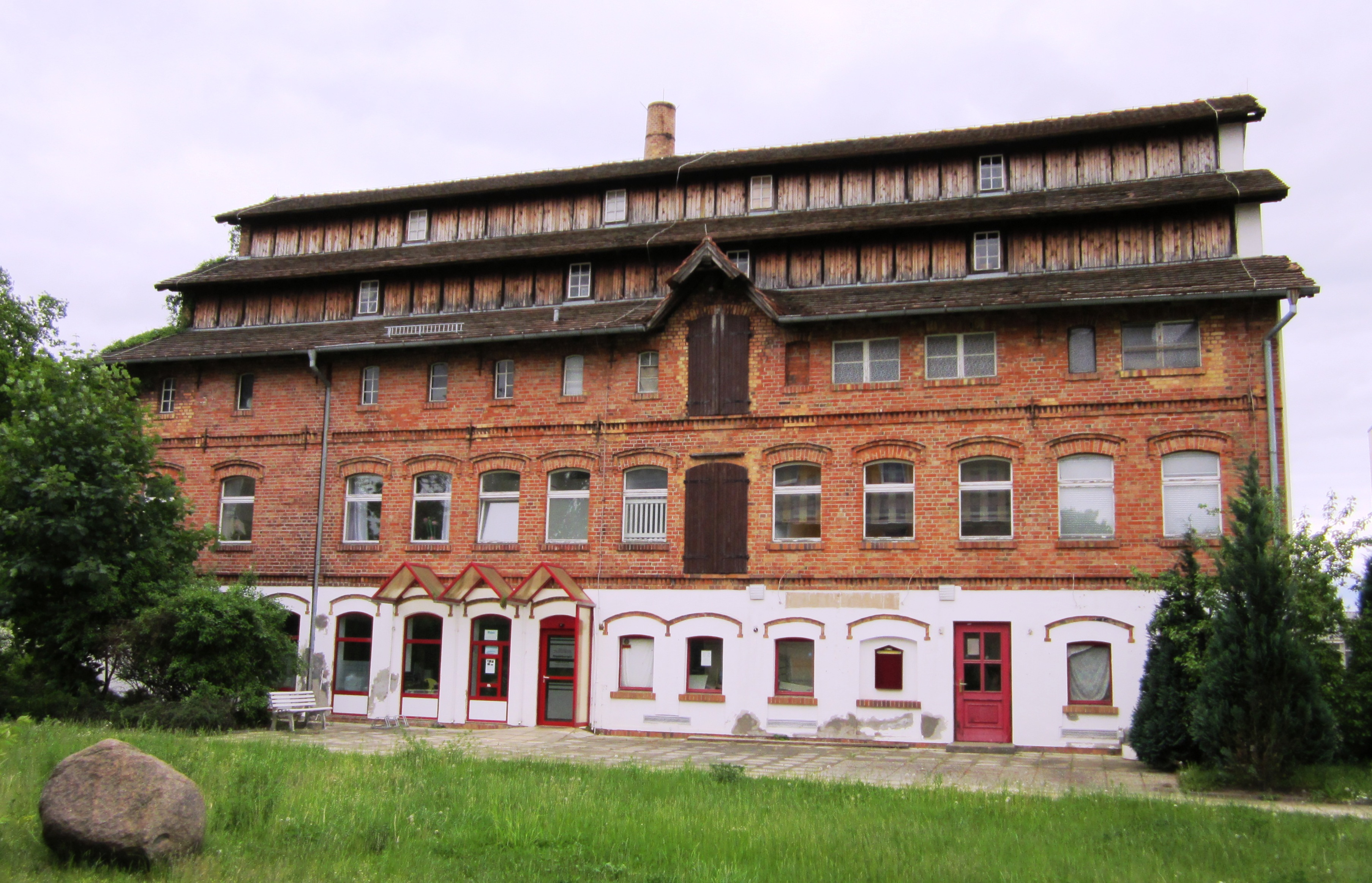
Ehemalige Sämereienremise (2012)

Jungclaussen war seit dem 26. Mai 1886 verheiratet mit Mathilde geb. Richter (1867–1946). Der gemeinsame Sohn Karl Jungclaussen (1891–1945) trat 1920 als Mitinhaber in das Unternehmen ein. Er war der Anthroposophie zugewandt und Mitglied der Christengemeinschaft. Anfang der 1930er Jahre stellte er den Betrieb auf die Prinzipien der Biologisch-dynamischen Landwirtschaft um, was vorübergehend zu neuem Aufschwung führte. Weiterer Mitinhaber wurde Heinrich Jungclaussens Neffe Franz Jungclaussen († 1947), der Vater von Emmanuel Jungclaussen. 1945 enteigneten die sowjetischen Besatzungsbehörden die Familie. Auf dem Gelände entstand später der Neubau-Stadtteil Neuberesinchen. Das Arboretum blieb als nunmehr städtische Grünfläche erhalten, ebenso die ehemalige Sämereienremise und das Kontorgebäude.

## Erinnerung
1991 benannte die Stadt Frankfurt an der Oder eine Straße in Neuberesinchen Jungclaussenweg. Im Arboretum stellte die Familie 2017 einen Gedenkstein und eine Infotafel auf.

## Kataloge
- Preisverzeichnis über Sämereien 1915. (archive.org)
- Sämereien Preisliste Frühjahr 1931. (archive.org)